# Цебенко, Василий Константинович
Василий Константинович Цебенко — советский военный, государственный и политический деятель, генерал-лейтенант.

## Биография
Родился в 1906 году в селе Григорьевка. Член ВКП(б) с 1928 года.
С 1931 года — на военной службе, общественной и политической работе. В 1931—1960 гг. — курсант Военно-Политической Академии имени В. И. Ленина и Высшей Академии имени К. Е. Ворошилова, участник боёв на Халхин-Голе, комиссар авиационной дивизии, комиссар штабов Южного, Северо-Кавказского фронтов и Черноморской группы войск Закавказского фронта, заместитель начальника Военной Академии им. М. В. Фрунзе, заместитель командующего Воздушной Армии, начальник политического управления, член Военного Совета Ленинградского военного округа. После увольнения в запас в 1962 году перешел на педагогическую работу в ЛЭИС имени Бонч-Бруевича.
Избирался депутатом Верховного Совета РСФСР 5-го созыва.
Умер в 1975 году в Ленинграде.

## Награды
- Орден Ленина (19.11.1951)[1]
- Орден Трудового Красного Знамени (?)
- Орден Красного Знамени (?)[1]
- Орден Красного Знамени (19.11.1951)[1]
- Орден Красной Звезды (13.12.1942)[1]
- Орден Красной Звезды (05.11.1946)[1]
- Орден Отечественной войны I степени (09.10.1943)[2]
- Медаль За боевые заслуги (03.11.1944)[1]
- Медаль За оборону Кавказа (?)
- Медаль За победу над Германией в Великой Отечественной войне 1941—1945 гг.» (10.08.1945)[3]

Иностранные награды
- Орден Сухэ-Батора
- Орден Красного Знамени (Монголия)
- Орден «За боевые заслуги» (Монголия)
- Знак «Участнику боёв у Халхин-Гола»